# أليكس إيكوبو
أليكس إيكوبو إيكووراكي (بالإنجليزية: Alex Ekubo)‏ هو ممثل وعارض أزياء نيجيري ولد في يوم 10 أبريل 1986 في أروشوكو. بدأ التمثيل في سنة 2011 ونال عدة جوائز نتيجة أعماله.

## روابط خارجية
- أليكس إيكوبو على موقع IMDb (الإنجليزية)